# Max Bauer (Offizier)

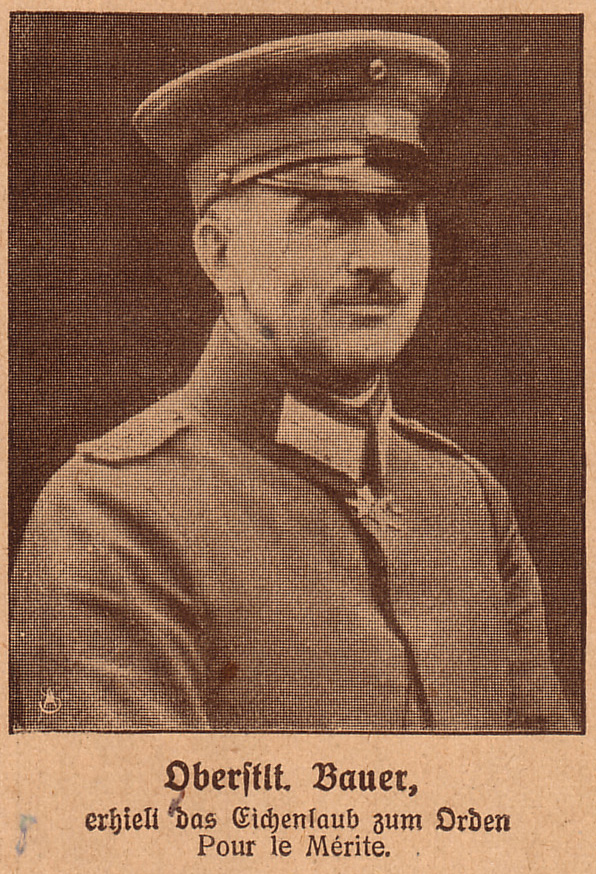
Oberstleutnant Max Bauer

Max Hermann Bauer (* 31. Januar 1869 in Quedlinburg; † 6. Mai 1929 in Shanghai) war ein deutscher Offizier, zuletzt (1918) Oberst. Er spielte während des Ersten Weltkriegs eine bedeutende Rolle im deutschen Generalstab und wurde als Artilleriefachmann für nahezu unentbehrlich gehalten. Ab 1916 gewann er als Berater Erich Ludendorffs auch politischen Einfluss. In der Weimarer Republik, die er als Befürworter eines gegenrevolutionären „Weißen Terrors“ militant bekämpfte, war er am Kapp-Putsch beteiligt und später als Waffenhändler und Militärberater in Spanien, Argentinien, der Sowjetunion und China tätig. Seine in publizistischen Schriften und politischen Aktivitäten besonders zu Beginn der 1920er Jahre offenbarten kruden politischen Ansichten lassen Parallelen zur Weltanschauung des Nationalsozialismus erkennen.

## Leben
Bauer erhielt sein Abitur am 14. März 1888 und begann Jura zu studieren. Wirtschaftliche Verluste seines Vaters, des Stadtrates Friedrich Carl Bauer, zwangen ihn, am 12. Oktober 1888 als Offiziersaspirant in das Fußartillerie-Regiment „von Hindersin“ (1. Pommersches) Nr. 2 in Swinemünde einzutreten. Von April bis Dezember 1889 besuchte er die Kriegsschule in Hannover als Fähnrich. Im Januar 1890 wurde er zum Sekondeleutnant und im Januar 1895 zum Premierleutnant ernannt. Zwischen 1. Januar 1893 und 31. Dezember 1898 war Bauer bei Fußartillerieregimentern in Danzig-Neufahrwasser, Swinemünde und Metz. Zwischen Januar 1899 und September 1902 war er bei der Artillerieprüfungskommission (APK). Die Artillerieprüfungskommission wurde 1809 gegründet. Sie war ein wöchentlich tagendes Fachgremium der Preußischen Armee und Kaiserlichen Marine und bestand aus einem Präsidium und einer Feld- sowie einer Fußartillerieabteilung. Ihr Schießplatz war das Kummersdorf-Gut.
Von September 1902 bis Oktober 1907 kommandierte Bauer eine Batterie beim Westfälischen Fußartillerie-Regiment Nr. 7 in Köln. Im Oktober 1907 wurde er als Sachverständiger für Artillerie zum Großen Generalstab abkommandiert. (Adolf Vogt berichtet, Bauer sei bei der VII. Abteilung gewesen, einer seiner Zeugen war Waldemar Pabst.) Bauer befasste sich mit den Festungen im Osten, speziell im zaristischen Russland. Er analysierte den Stellungskrieg in der Mandschurei im Russisch-Japanischen Krieg und fertigte eine Studie über Port Arthur an, dessen Befestigung in den späten 1880er Jahren teilweise im Auftrag der chinesischen Regierung durch die Firma Krupp durchgeführt wurde (vgl. Chinesisch-Deutsche Kooperation (1911–1941)).
Zar Nikolaus II. ließ die westliche Grenze Russisch-Polens gegen Deutschland am Narew befestigen. Bauer machte in Warschau als Holzhändler Quartier und begutachtete in Wilna, Kowno, Grodno und Łomża das Holz der russischen Festungsanlagen. Im Frühsommer 1907 informierte er sich als Zeitungsreporter über die zaristische Artillerie. Später 1907 besichtigte er für die Zeitschrift Die Woche belgische Festungsanlagen: Festungsring Lüttich, Namur und Antwerpen.
Außerhalb des Dienstweges erörterte Bauer mit Krupp Möglichkeiten des Geschützbaus.
Krupp hatte 1886 eine Küstenkanone mit kurzem Rohr und dem Kaliber 24 cm gefertigt. Bauer initiierte die Forderung nach der Erhöhung des höchsten Feldgeschützkalibers über 30 cm. Er begründete diese mit der Feststellung, dass die Verteidigung Port Arthurs zusammengebrochen sei, nachdem eine japanische 28-cm-Granate den Kommandanten im Bunker getötet hatte.

### Erster Weltkrieg
Von 1914 bis 1918 war Bauer Mitglied der Operationsabteilung der Obersten Heeresleitung (OHL) und Leiter der Sektion II für schwere Artillerie, Minenwerfer, Festungen und Munition der Obersten Heeresleitung.
Max Bauer war bei Krupp an der Entwicklung der „Dicken Bertha“ beteiligt. Diese war allerdings ungeeignet, moderne Festungsanlagen zu zerstören. Im Ersten Weltkrieg wurden, entsprechend dem Schlieffen-Plan, die modernen Festungen von Verdun bis Toul umgangen und die Neutralität Belgiens verletzt. 1914 leitete Bauer die Zerstörung des Festungsring Lüttichs unter anderem mit von der österreichisch-ungarischen Artillerie geliehenen Skoda-305-mm-Mörsern. Im Juli 1915 wurde er in die Oberste Heeresleitung berufen. Im Generalstab intrigierte er mit Unterstützung von Erich Ludendorff gegen Erich von Falkenhayn. Falkenhayn wurde schließlich als Chef des Großen Generalstabs am 29. August 1916 durch Paul von Hindenburg abgelöst. Bauer zeichnete für Neuentwicklungen wie den Flammenwerfer verantwortlich.
Seit September 1914 ging Bauers Sektion II der Möglichkeit nach, eine bei längerer Kriegsdauer zu befürchtende „Sprengstofflücke“ dadurch zu kompensieren, dass man ohnehin bei der Sprengstoffproduktion anfallende Vorprodukte als chemische Waffen einsetzte. In der zweiten Septemberhälfte 1914 schlug Bauer dem preußischen Kriegsminister und Chef des Großen Generalstabs Erich von Falkenhayn vor, chemische Waffen im Grabenkrieg zu prüfen. Dabei dachte Bauer an Geschosse, die „durch eingeschlossene feste, flüssige oder gasförmige Stoffe den Gegner schädigen oder kampfunfähig machen“ sollten. Das war auf deutscher Seite der Einstieg in den Einsatz chemischer Kampfstoffe.
Max Bauer war Verbindungsmann zwischen Gustav Stresemann und Erich Ludendorff. Der Entwurf des Hindenburg-Programms, das die Mobilisierung sämtlicher verfügbarerer Arbeitskräfte zur Fokussierung auf Kriegsmaterial regelte, ging, obwohl es Hindenburgs Namen trug, auf Bauer zurück, da dieser enge Beziehungen zur Schwerindustrie pflegte und das Vertrauen Ludendorffs genoss.
Der Ludendorff-Intimus war außerdem Verbindungsmann zwischen Oberster Heeresleitung und Alldeutschem Verband. Am 19. Dezember 1916 wurde ihm der Orden Pour le Mérite verliehen, und am 28. März 1918 erhielt er das Eichenlaub dazu.

### Nationale Vereinigung
Im August 1919 organisierte Bauer die Nationale Vereinigung zur Koordination von Aktionen gegen die Weimarer Republik. Geschäftsführer war Waldemar Pabst, der nach einem Putschversuch im Juni 1919 die Reichswehr im Dezember verlassen musste. Durch die Nationale Vereinigung wurden Freikorpssoldaten aus dem Baltikum an ostelbische Güter als Landarbeiter vermittelt, womit die militärischen Strukturen erhalten blieben bzw. reorganisiert wurden.

### Kapp-Putsch
Am 12. März 1920 meuterte die Marine-Brigade Ehrhardt, als sie nach den Bestimmungen des Versailler Vertrages aufgelöst und Kriegsverbrecher aus dem Deutschen Reich ausgeliefert werden sollten. Die Eiserne Brigade stand unter dem Kommando von Walther von Lüttwitz. Eine Gruppe um Bauer, Lüttwitz, Waldemar Pabst, Erich Ludendorff und Hermann Ehrhardt wollte Friedrich Ebert sowie den Reichskanzler Gustav Bauer stürzen. Der Pressechef der Reichskanzlei, Ministerialdirigent Ulrich Rauscher, hatte vor der Flucht der Reichsregierung aus Berlin einen Aufruf drucken lassen, in dem die Arbeitermassen zum Generalstreik aufgerufen wurden. Wolfgang Kapp konnte kein Geld von der Reichsbank abheben, da Unterstaatssekretär im Reichsfinanzministerium Franz Schroeder seine Unterschrift auf dem Scheck verweigerte.
In der „Kapp-Regierung“ war Bauer anfangs Leiter der Reichskanzlei. Nach dem Scheitern des Putsches wurde er polizeilich gesucht und floh nach München, wo er Schutz bei Ernst Pöhner, Georg Escherich und dessen Organisation Escherich (Orgesch) fand. Im August 1920 ging er nach Wien, wo er erfolglos versuchte, die Heimwehr zu einen. Er vertrat auch Ludendorffs Interessen in Wien und Ungarn und beteiligte sich an Putschversuchen gegen die Regierung von Karl Renner. Nach der Auflösung der bayerischen Einwohnerwehren wurden diese durch die verdeckt agierende Organisation Pittinger Otto Pittingers (1878–1926) ersetzt. Die Organisation Pittinger verdrängte die Organisation Kanzler (Orka) in Österreich, zu der Bauer Kontakte hatte.

### Militärberater
Bauer verfasste 1922 eine Taktik des Gaskrieges, die von Bruno Miller der sowjetischen Regierung zugespielt wurde. In der Folge veröffentlichte Bauer in Voina i mir Viestnik voennoi nauki i tekhniki („Krieg und Frieden: ein Informationsblatt über die Militärwissenschaft und Technik“) drei Aufsätze. Im Sommer 1923 erhielt er über Miller eine Einladung von Leo Trotzki nach Moskau, um sich persönlich ein Bild über die Sowjetunion zu machen und um über wirtschaftliche und industrielle Angelegenheiten in Besprechungen zu treten. Ende November 1923 reiste Bauer, da er im Deutschen Reich, in Polen und der Tschechoslowakei polizeilich gesucht wurde, über Venedig, Istanbul, Odessa und Kiew nach Moskau.
Er blieb bis Februar 1924 und veröffentlichte 1925 sein Buch Das Land der roten Zaren. Aus einem Gespräch mit Trotzki erfuhr der deutsche Botschafter Ulrich von Brockdorff-Rantzau im Juni 1924 von nahen Verhandlungen über die Errichtung einer chemischen Fabrik mit Hilfe deutscher Firmen, womit ein Auftrag für die Chemische Fabrik Stoltzenberg (CFS) gemeint war, sowie dass die Sowjets noch mit Bauer zusammenarbeiten würden. Neben der CFS war Bauer auch für ein Fixum von 900 Reichsmark monatlich als Vertreter der Flugzeugwerke Junkers Dessau tätig. Ein weiterer Vertreter von Junkers, Wilhelm Schubert, bezeichnete in einem Brief vom 16. August 1965 an Adolf Vogt die Reise Bauers in die Sowjetunion als eine von Trotzki veranlasste und von der deutschen Industrie bezahlte Propagandareise.
Im Rahmen der deutsch-sowjetischen Militärkooperation wurden Panzer, schwere Artillerie, Luftlandeunternehmen und der Gaskrieg in der Sowjetunion getestet. Als Scheinbetrieb der Reichswehr gründete Friedrich Tschunke die Gesellschaft zur Förderung gewerblicher Unternehmungen mbH (GEFU), über welche die Reichswehr ihre wirtschaftlichen und rechtlichen Außenbeziehungen für die Konzessionsverträge mit der Sowjetunion kanalisierte.
Im Frühjahr 1924 erhielt Bauer auf Fürsprache von Wilhelm Franz von Habsburg-Lothringen eine Einladung nach Madrid. Ab Anfang Juli 1924 betrieb er aus einem Madrider Hotel mit Luise Engler und Oberbaurat Pliegl aus Wien Akquisition. Er lieferte für Experiencias Industriales von ihm selbst entworfene Konstruktionspläne. Er vermittelte Kontakte für Walther Nernst vom Reichsverband der Deutschen Industrie und für Manfred von Killinger, der als Vertreter für Junkers nach Madrid kam. Junkers, Dornier, Rohrbach Metallflugzeugbau und Heinkel gründeten Anfang 1927 die Unión Aérea Española (UAE).
In Madrid war ab 1921 das Chemiewaffenlabor Fabrica Nacional de Productos Químicos de Alfonso XIII erstellt worden, wo Bauer für die deutsch-spanische Chemiewaffenentwicklung unter Hugo Stoltzenberg während eines Jahres Gas- und Nebelmunition weiterentwickelte. Wie Stoltzenberg schon 1923 erhielt auch Bauer eine Audienz von Alfonso XIII., dessen Sommerresidenz Aranjuez in der Nähe des Chemielabors liegt. Alfonso war eine treibende Kraft des spanischen Giftgasprojektes. Auf einer Fotografie der Audienz sind der Lost-Spezialist Dr. Anton Cmentek, Apelt, Bauer und Alfonso identifiziert. Bauer erklärte seinem Sohn Ernst (Hannover), bei dieser Audienz sei Schädlingsbekämpfung mit Ultragiften vorgeführt worden.
Angeblich gab es im Frühjahr 1925 in Spanien eine Heuschreckenplage. Über den Einsatz der Ultragifte gegen diese sei der argentinische Militärattaché in Madrid informiert worden, und er habe daraufhin Bauer eine halbjährige Anstellung als Inspektor beim argentinischen Landwirtschaftsministerium zur Bekämpfung von Heuschrecken, Ameisen und Baumwollkäfern vermittelt. Die Darstellung war für die Interalliierte Militär-Kontroll-Kommission (IMKK), welche die Einhaltung des Versailler Vertrages ab 22. Februar 1920 überwachte, nicht für die Produzenten und Konsumenten von besprühten Nahrungsmitteln gedacht. Bauer war auch in Argentinien wieder als Vertreter für die CFS unterwegs. Bei der argentinisch-deutschen Militärkooperation war das Anwerben von Militärberatern Aufgabe des argentinischen Militärattachés. Im Frühjahr 1926 kehrte Bauer zu seiner Familie nach Potsdam zurück.
Seit 1925 genoss er Amnestie für seine maßgebliche Beteiligung am Kapp-Putsch. 1926 drängten jedoch Verkehrs- und Reichswehrministerium die Junkerswerke, die Zusammenarbeit mit Bauer einzustellen. Bauer arbeitete weiter für Junkers im schwedischen Tochterwerk Limhamn. Daneben akquirierte er für Oerlikon-Bührle und die holländische Industrie- und Handelsgesellschaft HAIHA in Den Haag.
Über den 1923 zurückgetretenen Schweizer Generalstabschef, Oberstdivisionär Emil Sonderegger, der von 1924 bis 1934 für SIG arbeitete, entwickelte Bauer an der Becker-Kanone mit und akquirierte entscheidende Aufträge in China.
Bauer wurde 1923 von einer chinesischen Studienkommission in Europa eine Stelle als Militärberater der Provinzialregierung von Chekiang und Kiangsi angeboten. In einem Vorvertrag sagte Bauer auf Vermittlung von Ignaz Trebitsch-Lincoln zu, im Frühjahr 1924 Militärberater eines Warlords, Super-Tuchun (督軍,  Dū jūn, Militärgouverneur einer Provinz), zu werden. Dieser Super-Tuchun wurde im Frühjahr 1923 gestürzt.
Im Frühsommer 1927 vermittelten wahrscheinlich deutsche Industriekreise Bauer an Prof. Matschoß in Berlin. Dieser war von Chu Chia-hua, dem einzigen in Deutschland ausgebildeten Kuomintang-Führer in Guangzhou (Kanton), um seinen Rat bezüglich deutscher Experten für China gebeten worden. General Ludendorff war wohl an dieser Vermittlung nicht aktiv beteiligt. Bauer lud daraufhin umgehend die in Deutschland weilende Kommission zu Akquisitionsgesprächen bei deutschen Rüstungsbetrieben ein. Nach fünf Wochen Schiffsreise traf Bauer am 15. November 1927 in Guangzhou ein. Er wurde im Rahmen der chinesisch-deutschen Kooperation Berater von Chiang Kai-shek. Er erhielt als Bezahlung 1400 Shanghai-Dollar im Monat, was etwa 4000 Reichsmark entsprach.
Bauer starb im englischen Militärhospital von Shanghai an Pocken.

## Schriften
- Der 13. März 1920. Riehn. München 1920.
- Der große Krieg in Feld und Heimat. Erinnerungen und Betrachtungen. Osiandersche Buchhandlung. Tübingen 1921.
- Das Land der roten Zaren. Eindrücke und Erlebnisse. Drachen-Verlag. Hamburg 1925.